# Bertrand Blier

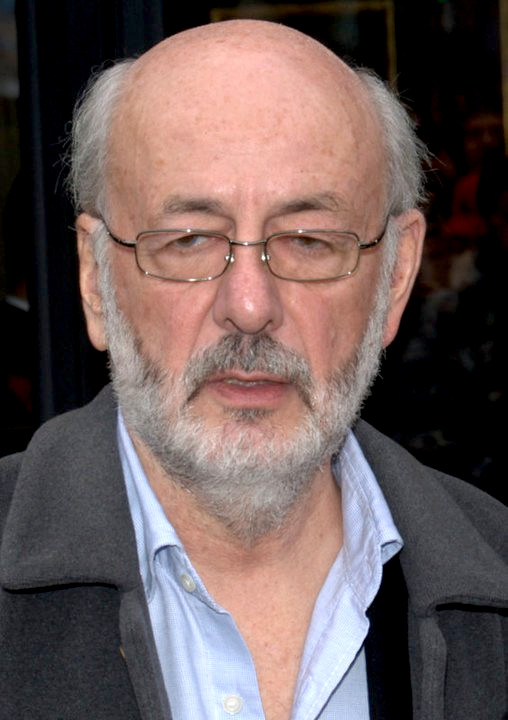
Bertrand Blier (2011)

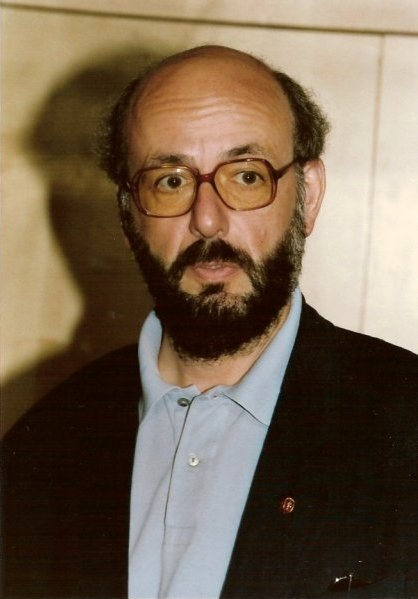
Blier (1990)

Bertrand Blier (* 14. März 1939 in Boulogne-Billancourt, Département Seine; † 20. Januar 2025 in Paris) war ein französischer Filmregisseur und Drehbuchautor. 

## Leben
Er war der Sohn des Schauspielers Bernard Blier. Zu seinen bekanntesten Filmen zählen Die Ausgebufften und Den Mörder trifft man am Buffet. Sein Film Frau zu verschenken wurde 1979 mit dem Oscar für den besten fremdsprachigen Film ausgezeichnet. Als Regisseur verantwortete er rund 20 Produktionen, als Autor war er an zwei Dutzend Filmen beteiligt.
Blier arbeitete in späteren Jahren auch als Schriftsteller. So schrieb er zum Beispiel den erotischen Roman Der Dessousverkäufer. Bekenntnisse eines Mörders (Existe en blanc, Paris 1998, deutsch 1999). Im März 1982 erschien sein Buch Ausgerechnet ihr Stiefvater, rororo-Taschenbuch 5026, basierend auf der französischen Ausgabe Beau-père, Paris 1981, übersetzt von Gabriele Forberg-Schneider.
Bertrand Blier starb am 20. Januar 2025 in Paris im Alter von 85 Jahren.

## Filmografie
(B= Drehbuch, L= Literarische Vorlage, P= Produktion, R= Regie)
- 1967: Wenn ich ein Spion wäre (Si j’étais un espion)
- 1973: Die Ausgebufften (Les valseuses) (L, B, R)
- 1976: Calmos (Femmes fatales) (B, R)
- 1977: Frau zu verschenken (Préparez vos mouchoirs) (B, R)
- 1979: Den Mörder trifft man am Buffet (Buffet froid) (B, R)
- 1981: Ausgerechnet ihr Stiefvater (Beau-père) (L, R, B)
- 1984: Geschichte eines Lächelns (Notre histoire) (B, R)
- 1986: Abendanzug (Tenue de soirée) (R, B)
- 1989: Zu schön für Dich (Trop belle pour toi) (R, B, P)
- 1991: Merci la vie
- 1991: Mein Leben ist die Hölle (Ma vie est un enfer)
- 1993: Eins, zwei, drei, Sonne (Un, deux, trois, soleil) (R)
- 1996: Mein Mann – Für deine Liebe mach’ ich alles (Mon homme) (B, R)
- 2000: Les acteurs
- 2003: Les côtelettes
- 2005: Wie sehr liebst du mich? (Combien tu m’aimes?) (R, B)
- 2010: Der Klang von Eiswürfeln (Le bruit des glaçons) (R, B)
- 2019: Convoi exceptionnel